# Great Doddington
Great Doddington es un pueblo y una parroquia civil del distrito de Wellingborough, en el condado de Northamptonshire (Inglaterra).

## Demografía
Según el censo de 2011, Great Doddington tenía 1123 habitantes (527 varones y 534 mujeres). 169 de ellos (15,93%) eran menores de 16 años, 790 (74,46%) tenían entre 16 y 74, y 102 (9,61%) eran mayores de 74. La media de edad era de 43,06 años. De los 892 habitantes de 16 o más años, 175 (19,62%) estaban solteros, 599 (67,15%) casados, y 118 (13,23%) divorciados o viudos. 562 habitantes eran económicamente activos, 548 de ellos (97,51%) empleados y otros 14 (2,49%) desempleados. Había 10 hogares sin ocupar y 448 con residentes.
| 311                         | 376 | 442 | 442 | 474 | 493 | - | - | 592 | 551 | 508 | 482 | 436 | 450 | - | 671 | 730 |
| (Fuente: Vision of Britain) |     |     |     |     |     |   |   |     |     |     |     |     |     |   |     |     |